# Jošinori Išigami
Jošinori Išigami (* 4. listopad 1957) je bývalý japonský fotbalista.

## Klubová kariéra
Hrával za Yamaha Motors.

## Reprezentační kariéra
Jošinori Išigami odehrál za japonský národní tým v letech 1984–1986 celkem 12 reprezentačních utkání.

## Statistiky
| Japonsko | Japonsko | Japonsko |
| Roky     | Záp.     | Góly     |
| -------- | -------- | -------- |
| 1984     | 1        | 0        |
| 1985     | 8        | 0        |
| 1986     | 3        | 0        |
| Celkem   | 12       | 0        |